# Distinguished Service Cross (USA)
Distinguished Service Cross, förkortning: DSC (svenska: amerikanska utmärkelsekorset för militärtjänst), är en amerikansk tapperhetsmedalj som är avsedd att tilldelas militär personal som tillhör USA:s armé för extraordinärt hjältemod i strid, men den kan även utdelas till militärer från andra försvarsgrenar eller utländska allierade trupper som tjänstgör tillsammans med armén.

## Beskrivning
Medaljens förekomst är stadgad i lag. Normalt kan den inte delas ut mer än en gång till samma person om inte särskilt tillstånd ges. Designen är framtagen av United States Army Institute of Heraldry.
Distinguished Service Cross är den näst högsta utmärkelsen som tilldelas av USA:s armédepartement. Den motsvarar i rang marinens Navy Cross och flygets Air Force Cross. Enbart Medal of Honor står över den i rang.
USA:s arméminister är den som beslutar om tilldelning och kan även vara den som delar ut den, vanligtvis vid en ceremoni i Pentagon. Även USA:s arméstabschef kan tilldela den på arméministerns befallning.

## Bilder

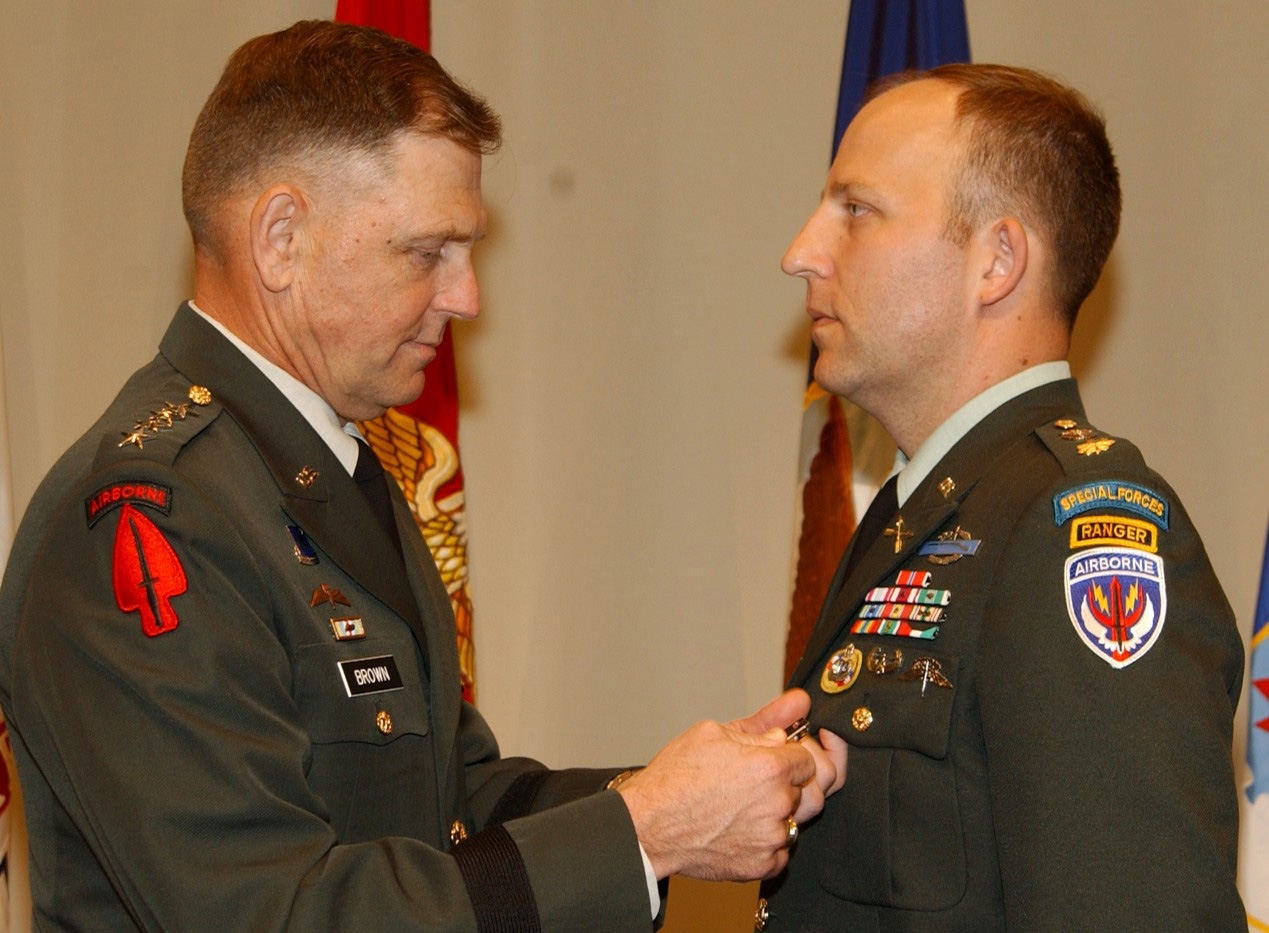
Major Mark Mitchell tilldelades 14 november 2003 Distinguished Service Cross och var då den förste mottagaren sedan Vietnamkriget.